# لطفی سلامی
لطفی سلامی (انگلیسی: Lotfi Sellami؛ زادهٔ ۲۶ دسامبر ۱۹۷۸) بازیکن سابق و مربی فوتبال اهل تونس است.
از باشگاه‌هایی که در آن بازی کرده‌است می‌توان به باشگاه فوتبال ستاره ساحلی اشاره کرد.
وی همچنین در تیم ملی فوتبال تونس بازی کرده‌است.